# 劳动力 (马克思主义)
劳动力 (英語：Labour power) 是卡尔·马克思在他对资本主义的政治经济学的批判中使用的一个关键观点和概念。马克思从在工作和劳动的体力行为（physical act）里区分了工作和劳动力（工作人群）的产量。 劳动力存在于任何一种社会中，但以何种条件进行交易或与生产资料结合来生产商品和提供服务在历史上有很大差异。
按照马克思的说法，在资本主义制度下，“劳动的生产力”表现为“资本的创造力”。实际上，“工作中的劳动力”已成为资本的一个组成部分部分，它起着营运资本的作用。工作变成了仅仅是工作，工人变成了抽象的劳动力（Labour force）, 且对工作的控制主要成为一种管理特权。